# Fase de classificació de la Copa d'Àfrica de Nacions 1972
Fase de classificació de la Copa d'Àfrica de Nacions de futbol de l'any 1972. Sudan classificat com a campió anterior. Camerun classificat com a organitzador.

## Primera ronda
| Equip 1    | Global | Equip 2           | Anada | Tornada |
| ---------- | ------ | ----------------- | ----- | ------- |
| Tanzània   | 1–6    | Zàmbia            | 1–1   | 1–5     |
| Nigèria    | 1–2    | Congo-Brazzaville | 0–0   | 1–2     |
| Gabon      | 1–3    | Costa d'Ivori     | 1–2   | 0–1     |
| Uganda     | 1–5    | Congo-Kinshasa    | 1–4   | 0–1     |
| Togo       | 2–1    | Dahomey           | 2–1   | 0–0     |
| Madagascar | 3–5    | Maurici           | 2–1   | 1–4     |
| Kenya      | 3–0    | Etiòpia           | 2–0   | 1–0     |
| Algèria    | 3–4    | Marroc            | 3–1   | 0–3     |
| Níger      | 1–4    | Mali              | 0–1   | 1–3     |
| Líbia      | 1–3    | R. Àrab Unida     | 0–1   | 1–2     |
| Guinea     | 1–0    | Senegal           | 1–0   | 0–0     |
| Ghana      | n/d    | Alt Volta         | —     | —       |

| Tanzània | 1–1 | Zàmbia |
| -------- | --- | ------ |
|          |     |        |

 Dar es Salaam
| Zàmbia                                 | 5–1 | Tanzània |
| -------------------------------------- | --- | -------- |
| Chitalu · Chama · M'hango · Stephenson |     | ?        |

 Lusaka
Zàmbia guanyà 6–2 en l'agregat.
| Nigèria | 0–0 | Congo-Brazzaville |
| ------- | --- | ----------------- |
|         |     |                   |

 Liberty Stadium, Ibadan
| Congo-Brazzaville | 2–1 | Nigèria |
| ----------------- | --- | ------- |
| Mayanda           |     | ?       |

 Brazzaville
Congo-Brazzaville guanyà 2–1 en l'agregat.
| Gabon | 1–2 | Costa d'Ivori |
| ----- | --- | ------------- |
|       |     |               |

 Libreville
| Costa d'Ivori | 1–0 | Gabon |
| ------------- | --- | ----- |
|               |     |       |

 Abidjan
Costa d'Ivori guanyà 3–1 en l'agregat.
| Uganda | 1–4 | Congo-Kinshasa |
| ------ | --- | -------------- |
|        |     |                |

 Kampala
| Congo-Kinshasa | 1–0 | Uganda |
| -------------- | --- | ------ |
|                |     |        |

 Kinshasa
Congo-Kinshasa guanyà 5–1 en l'agregat.
| Togo | 2–1 | Dahomey |
| ---- | --- | ------- |
|      |     |         |

 Lomé
| Dahomey | 0–0 | Togo |
| ------- | --- | ---- |
|         |     |      |

 Porto Novo
Togo guanyà 2–1 en l'agregat.
| Madagascar | 2–1 | Maurici |
| ---------- | --- | ------- |
|            |     |         |

 Antananarivo
| Maurici   | 4–1 | Madagascar |
| --------- | --- | ---------- |
| Desvaux · |     |            |

 Stade George V, Curepipe
Maurici guanyà 5–3 en l'agregat.
| Kenya           | 2–0 | Etiòpia |
| --------------- | --- | ------- |
| Ouma · Nyawanga |     |         |

 Nairobi
| Etiòpia | 0–1 | Kenya           |
| ------- | --- | --------------- |
|         |     | Niva 60' (pen.) |

 Addis Ababa Stadium, Addis Ababa
Kenya guanyà 3–0 en l'agregat.
| Algèria              | 3–1 | Marroc      |
| -------------------- | --- | ----------- |
| Khalem 46', 60', 80' |     | Bendayan 6' |

| Marroc                                    | 3–0 | Algèria |
| ----------------------------------------- | --- | ------- |
| Bamous 30' · Choukri 38' · Benkhrif 90+4' |     |         |

Marroc guanyà 4–3 en l'agregat.
| Níger | 0–1 | Mali  |
| ----- | --- | ----- |
|       |     | Kanté |

 Niamey
| Mali | 3–1 | Níger |
| ---- | --- | ----- |
|      |     |       |

 Bamako
Mali guanyà 4–1 en l'agregat.
| Líbia | 0–1 | R. Àrab Unida |
| ----- | --- | ------------- |
|       |     | Helail        |

| R. Àrab Unida | 2–1 | Líbia            |
| ------------- | --- | ---------------- |
| Helail        |     | Dames Al-Sagheer |

Egipte guanyà 3–1 en l'agregat.
| Guinea | 1–0 | Senegal |
| ------ | --- | ------- |
|        |     |         |

 Conakry
| Senegal | 0–0 | Guinea |
| ------- | --- | ------ |
|         |     |        |

 Dakar
Guinea guanyà 1–0 en l'agregat.
| Ghana | n/d | Alt Volta    |
| ----- | --- | ------------ |
|       |     | Abandonament |

Ghana classificat, Alt Volta abandonà.

## Segona ronda
| Equip 1       | Global | Equip 2           | Anada | Tornada |
| ------------- | ------ | ----------------- | ----- | ------- |
| Marroc        | 5–3    | R. Àrab Unida     | 3–0   | 2–3     |
| Zàmbia        | 2–4    | Zaire             | 2–1   | 0–3     |
| Togo          | 1–0    | Ghana             | 0–0   | 1–0     |
| Guinea        | 1–3    | Mali              | 0–0   | 1–3     |
| Costa d'Ivori | 3–4    | Congo-Brazzaville | 3–2   | 0–2     |
| Kenya         | 2–1    | Maurici           | 2–1   | 0–0     |

| Marroc                       | 3–0 | R. Àrab Unida |
| ---------------------------- | --- | ------------- |
| El Filali · Choukri · Bamous |     |               |

| R. Àrab Unida                  | 3–2 | Marroc                    |
| ------------------------------ | --- | ------------------------- |
| El-Shazly 40', 43' · Basry 52' |     | Bamous 50' · Aherdane 74' |

 Estadi Internacional del Caire
Marroc guanyà 5–3 en l'agregat.
| Zàmbia                         | 2–1 | Zaire     |
| ------------------------------ | --- | --------- |
| Stephenson 15' · M'hango 45+1' |     | Etepé 16' |

 Estadi Dag Hammarskjöld, Ndola
| Zaire | 3–0 | Zàmbia |
| ----- | --- | ------ |
|       |     |        |

 Kinshasa
Zaire guanyà 4–2 en l'agregat.
| Togo | 0–0 | Ghana |
| ---- | --- | ----- |
|      |     |       |

 Lomé
| Ghana | 0–1 | Togo |
| ----- | --- | ---- |
|       |     |      |

 Accra Sports Stadium, Accra
Togo guanyà 1–0 en l'agregat.
| Guinea | 0–0 | Mali |
| ------ | --- | ---- |
|        |     |      |

 Conakry
| Mali            | 3–1 | Guinea    |
| --------------- | --- | --------- |
| Gol · Gol · Gol |     | Thiam 48' |

 Bamako
Mali guanyà 3–1 en l'agregat.
| Costa d'Ivori   | 3–2 | Congo-Brazzaville |
| --------------- | --- | ----------------- |
| Gol · Gol · Gol |     | Mayanda           |

 Stade Félix Houphouët-Boigny, Abidjan
| Congo-Brazzaville        | 2–0 | Costa d'Ivori |
| ------------------------ | --- | ------------- |
| M'Pelé 30' · Moukila 51' |     |               |

 Brazzaville
Congo-Brazzaville guanyà 4–3 en l'agregat.
| Kenya                       | 2–1 | Maurici |
| --------------------------- | --- | ------- |
| Niva 37' (pen.) · Farah 88' |     | Gol     |

 Nairobi City Stadium, Nairobi
| Maurici | 0–0 | Kenya |
| ------- | --- | ----- |
|         |     |       |

 Port Louis
Kenya guanyà 2–1 en l'agregat.

## Equips classificats
Els 8 equips classificats foren:
- Camerun (seu)
- Congo-Brazzaville
- Kenya
- Mali
- Marroc
- Togo
- Sudan (vigent campió)
- Zaire